# 录影带
錄影帶（英語：videotape），是磁带的一種，主要用來錄製、播放活動影像及音樂等。一般以錄放影機來錄製和播放。它是一種順序式的線性（linear）影像儲存方式。

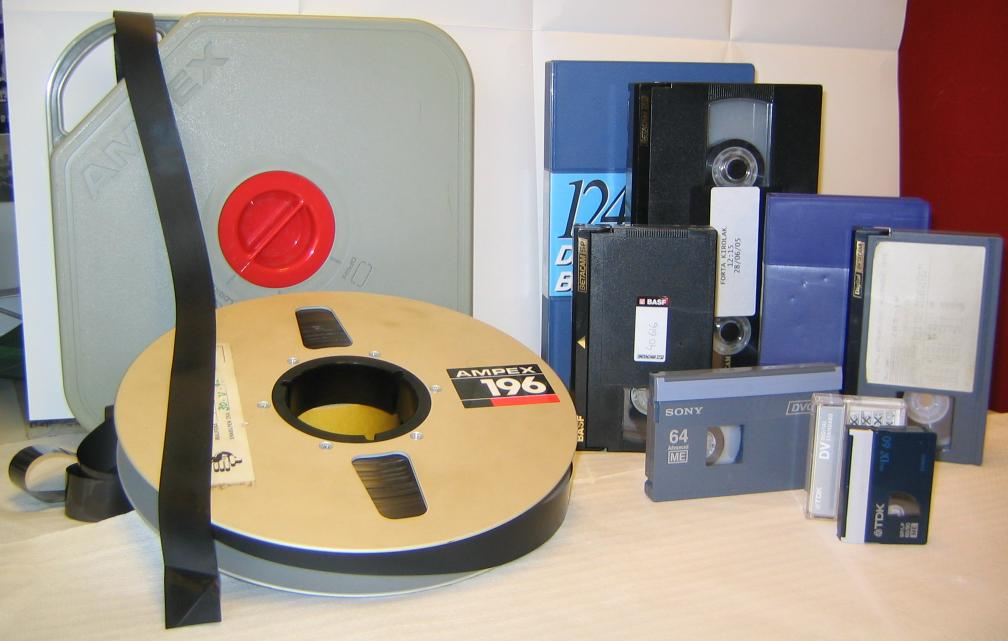
不同种类的錄影帶

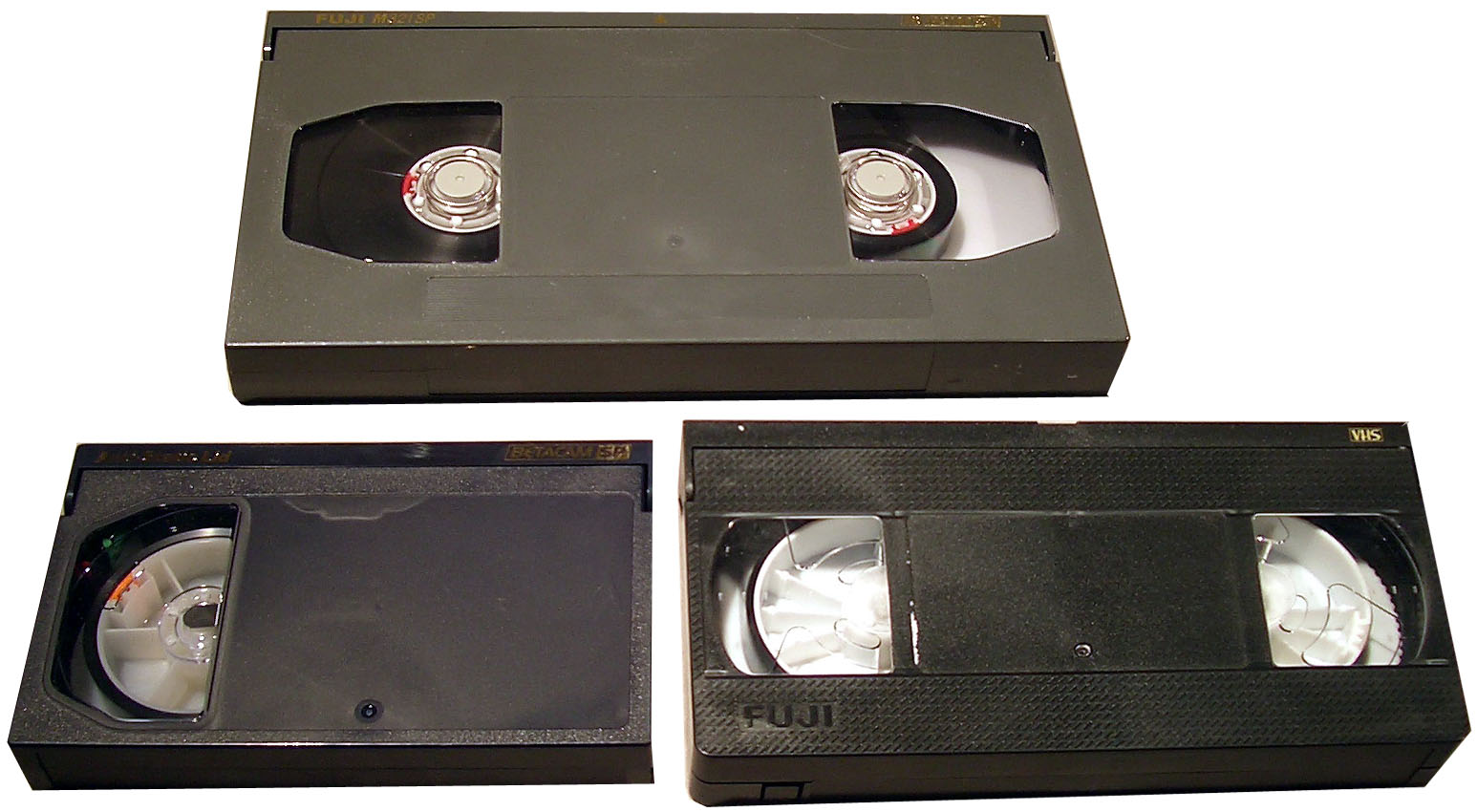
不同規格的錄影帶

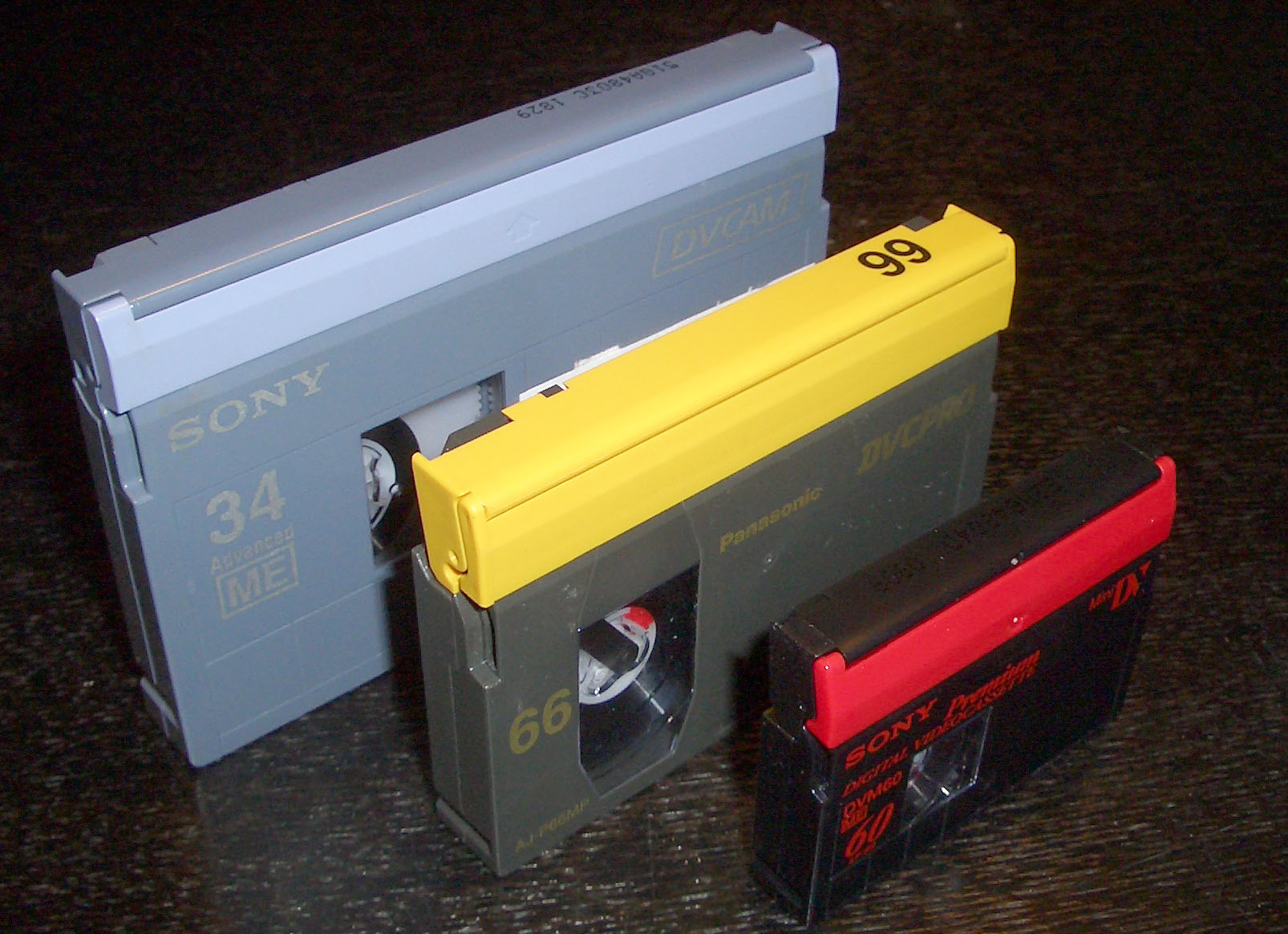
不同大小的DV錄影帶

錄影帶的保养，最怕潮濕、沙礫及塵埃等，還有「粘帶走音」之煩惱。
與錄影帶同期的影音存儲技術還有LD。到1990年代，因為光碟數位式的儲存技術（如VCD和DVD）的發展，錄影帶不再是主流的影像錄製媒介，但仍然被一般家庭作電視錄影使用。直至2000年代初開始出現DVD錄影機後才逐漸式微。
2016年7月，最後一家知名的VCR生產商：日本船井電機（Funai）宣布停止生產卡式錄影機（VCR），並且決定關閉全世界最後一條錄影機生產線，錄影機就此停產，理由是出於成本、收益考量、需求減少與及零件採購困難。

## 歷史

### 開始
錄影帶的歷史最早可追溯到1950年。

### 式微
從1990年代末期開始，錄影帶逐漸被更先進的介質如DVD、記憶卡、機械硬碟、固態硬碟所取代。由於這些優勢，到2000年代中期，DVD在租賃電影和新電影市場中都是預錄視頻電影的主要形式。但是，在1990年代末和2000年代初，消費者繼續使用VCR錄製空中電視節目，因為DVD在當時仍然昂貴，消費者難以輕易透過DVD上進行家庭錄製影像。隨著廉價的DVD刻錄機和其他數字錄像機的出現，DVD統治的最後障礙在2000年代後期被打破。可以將顯示內容錄製到硬盤或閃存中的DVR設備可以從電子商店購買，也可以從有線電視或衛星電視提供商那裡租用。儘管DVD在主流領域佔據主導地位，但VHS仍然發揮著作用。轉換為DVD導致市場上充斥著二手VHS膠片，該膠片可在當舖和二手商店購買，通常價格比二手DVD上的同等膠片低。
同樣，由於學校和圖書館中有大量的VHS播放器，仍為教育市場生產VHS磁帶。截至2014年11月，密歇根州底特律地區至少有一個公共圖書館已停止出租VHS預錄電影。
起初，VCR和錄像帶非常昂貴，但是到1980年代後期，價格已經下降到足以使大眾買得起的程度。盒式錄像帶最終使消費者可以購買或租借完整的電影，並在需要時在家中觀看它，而不僅僅是在電影院觀看電影或不得不等到廣播之後再觀看。它催生了視頻租賃商店，這是最大的連鎖店百視達（Blockbuster），大約持續了1980年到2005年。這也使得VCR所有者可以開始時移電影和其他電視節目的錄製直接從變速器。這引起了觀看習慣的巨大變化，因為人們不再需要等待重複錯過的節目。向家庭觀看的轉變也改變了電影業的收入來源，因為房屋租賃創造了電影賺錢的額外時間窗口。

### 家庭用
索尼推出了另一種稱為MicroMV的便攜式錄像帶格式，但是由於該格式的專有性以及對除低端Windows視頻編輯器以外的任何內容的支持有限，因此消費者對它的興趣不高。索尼在2005年交付了最後一個MicroMV單元。MiniDV及其高清表親HDV是兩種最流行的基於消費者／專業人仕磁帶的格式。格式使用不同的編碼方法，但卡帶類型相同。自2001年推出MicroMV以來，沒有引入新的磁帶尺寸規格-HDV（高清視頻）為消費者提供了MiniDV磁帶上高清視頻的橋樑。

## 型態及尺寸
錄影帶具有不同的形式，常見型態及款式則如下所例：

### 開卷盤式
- 1英吋（1-inch）：1英吋寬（25.4毫米）的開卷錄影帶，為早期的專業格式，現已非常罕見[8]。

### 卡式／盒式
- 3/4英吋（3/4-inch）：3/4英吋寬（19.7毫米）的錄影帶。過去多年來曾經為專業的錄影帶格式，例如SONY的U-matic（英语：U-matic）。目前已被尺寸更小、畫質更清晰的格式所取代[9]。
- 1/2英吋（½ inch）：1/2英吋寬（12.7毫米）的錄影帶。為最普及的錄影帶格式，主要為家庭用的錄影機所使用，例如JVC的VHS、SONY的Betamax、Betacam等格式。目前已經被嶄新的數位式儲存技術，如光碟、磁碟、硬盤等格式取代。
- 8毫米（8mm）：8毫米寬的錄影帶，主要為家庭用的手握式相機或錄影機使用。8毫米錄影帶的畫質解析度為240條線數[7]。例如SONY的Video8（英语：8_mm_video_format#Video8）、Hi8（英语：8_mm_video_format#Hi8）等格式。

## 未來
雖然實時錄製已遷移到固態或硬碟（例如Panasonic P2、Sony SR MASTER或XDCAM-EX）和光碟（Sony的XDCAM），但是固態成本高且硬盤驅動器的保質期有限，因此它們的使用壽命越來越短對於存檔用途還是很理想的，但仍使用磁帶。截至2016年，一些新聞和生產攝影人員仍然擁有使用磁帶格式的攝像機，即使是高清格式，但也將要面臨即將淘汰且遲早可能會不能再使用，並且必須能夠將較為重要的錄影帶內容轉為數位化保存。